# Montserrat Caballé
María de Montserrat Bibiana Concepción Caballé Folch (født 12. april 1933 i Barcelona, død 6. oktober 2018) var en spansk sopran, som regnes som en af det 20. århundredes bedste.[kilde mangler]
Caballé studerede sang i Barcelona og Milano og debuterede som Mimi i Puccinis La bohème i Basel i 1956. Hun blev internationalt kendt efter debuten ved Metropolitan Opera i 1965, hvor hun var Margarethe i Gounods Faust. Hun optrådte også hyppigt som koncertsanger.
Montserrat Caballé havde et omfangsrigt repertoire, men markerede sig mest som lyrisk sopran, specielt i bel canto-roller i værker af Rossini, Donizetti og Bellini, men også af Verdi og Puccini.
Caballé blev kendt for et bredere publikum, da hun sammen med Freddie Mercury sang Barcelona i 1987. Sangen blev også anvendt som tema ved  Sommer-OL 1992 i Barcelona. Senere udgav hun pladen Friends For Life, der indeholder duetter med bl.a. Johnny Logan og Helmut Lotti. Denne plade blev dedikeret til Mercury.
Caballé opdagede og hjalp tenoren José Carreras med at fremme sin karriere.

## Eksterne links
- Wikimedia Commons har flere filer relateret til Montserrat Caballé